# Mesnil-sous-Vienne
 Mesnil-sous-Vienne  là một xã thuộc tỉnh Eure trong vùng Normandie miền bắc nước Pháp.